# Poręba Żegoty
Poręba Żegoty è una località della Polonia. Il suo territorio è ricompreso in quello del comune di Alwernia, nel distretto di Chrzanów, nel voivodato della Piccola Polonia.